# Шимановський Василь
Шимановський Василь (1861 — ?), український педагог з філологічними зацікавленнями. Шимановський видав Ізборник 1076 р. у книзі «К истории древнерусских говоров» (1887) і вдруге в книзі «Очерки по истории русских наречий. Черты южнорусского наречия в XVI—XVII вв.» (1893). Обидва видавництва «Ізборника» були незадовільні з мовознавчого погляду, а матеріал для істориків діалектології недостатній і некритично використаний. Заслугою Шимановського було однак те, що він підкреслив концепцію історії мови як історію діалектології, а його видавництво «Ізборника» прислужилося історикам та історикам літератури. Останньою працею Василя Шимановського була книга «Звуковые и формальные особенности народных говоров Холмской Руси» (1897).